# ゲンキー
ゲンキー株式会社（英: Genky Stores, Inc.）は、福井県坂井市に本社を置くドラッグストアチェーンを展開する企業。親会社は持株会社のGenky DrugStores株式会社（英: Genky DrugStores Co., Ltd.）。

## 概要
福井県を中心に石川県、岐阜県、愛知県、滋賀県で大型・小商圏型ドラッグストアを出店する。
創業者の藤永賢一は、流通システムなどをドラッグストアの本場であるアメリカに倣って起業した。メガドラッグストア（一般に600 m2以上の店舗を指し、ゲンキーでは基本900 m2以上の店舗が主）の出店を続けてきたが、2015年からは300坪サイズの統一レイアウトの店舗を高速出店しており、2040年までに1万店舗に増やす経営目標を掲げている。
ディスカウント戦略を採用しており、2020年5月より開始したEDLPや、店舗レイアウトの統一などによる業務効率化で店舗運営コストを抑えている。売上に対する販管費の割合は2021年6月期時点で16.8%と、国内の上場ドラッグストア13社中コスモスに次ぐ2位の低さである。また、利益確保のためプライベートブランド商品を強化している。

## 沿革
- 1988年（昭和63年）- 福井市石盛町に つくしの店（旧本店）開店。
- 1990年（平成2年）- 福井市上北野にゲンキー株式会社設立。
- 1994年（平成6年）- 福井市光陽の光陽店（旧本店2代目）に本社（旧本社2代目）を移転。初の調剤薬局併設を開設。
- 1999年（平成11年）- 福井県坂井郡丸岡町東陽（現在の坂井市丸岡町）の丸岡中央店（旧本店3代目）に本社（旧本社3代目）を移転。
- 2000年（平成12年）- 福井市下河北に初のメガドラッグストアの福井南店開店。
- 2003年（平成15年）- JASDAQに上場（2010年7月12日上場廃止）。
- 2006年（平成18年）- 坂井市丸岡町下久米田に現本社（本社4代目）を移転。
- 2010年（平成22年）5月27日 - 東京証券取引所2部上場。
- 2011年（平成23年）6月1日 - 東京証券取引所1部指定替え。
- 2012年（平成24年）7月24日 - ディスカウント店への業態変更を発表。
- 2017年（平成29年）12月21日 - 株式移転により持株会社としてGenky DrugStores株式会社を設立。ゲンキー株式会社に代わり東京証券取引所1部に上場。
- 2019年（令和元年）7月 - 岐阜県安八町に子会社として富士パール食品株式会社（現・ゲンキー食品）を設立。 9月より各店で販売する弁当や総菜の製造、精肉加工を行う[3]。
- 2021年（令和3年）8月12日 - 滋賀県長浜市に滋賀1号店となるゲンキー木之本店を開店、近畿地方へ初出店。

## 展開する店舗
詳細は公式ウェブサイトの店舗検索を参照。
2025年8月5日時点で、福井県に88店舗、石川県に68店舗、岐阜県に139店舗、愛知県に157店舗、滋賀県に30店舗の計482店舗。うち本拠の福井県では2018年に全17市町、石川県では2022年に全19市町への出店を達成。岐阜県においても全42市町村のうち七宗町、東白川村、白川村を除く39市町に及んでいる。

### かつて存在した店舗
ゲンキー
- つくし野店（旧本店）- マンションの商業棟に存在した店舗。閉店後、新つくし野店へ移転。
- 新つくし野店 - つくし野店の近隣地区に置かれた単独店舗。閉店後はゲオ福井つくし野店として営業している。
- 光陽店（旧本店2代目・旧本社2代目）- 初の調剤薬局併設店。元のディスカウント店を改装して本社とした店舗。
- 丸岡中央店（旧本店3代目・旧本社3代目）：現・丸岡店（本店4代目）- 本社移転と店舗統廃合に伴い閉店。
- 丸岡バイパス店：旧・丸岡中央店 - 店舗統廃合に伴い閉店。
- 鯖江店：現・鯖江西店 - 鯖江西店へ移転、再オープン。
- 高木店：現・大和田店：旧・COLORADO高木店 - 統廃合に伴い閉店から数年後、小型店舗として再開後にコスメ店へ業態変更。

その他
- THE.PRICE.GENERAL：現・鯖江西店 - 食料品スーパーマーケット型の実験店舗。期間限定営業。後にスーパードラッグストアへ業態変更。
- COLORADO高木店 - 新業態のコスメティック販売、簡易エステの実験店舗、アンテナショップ。期間限定営業。

※主な経緯の旧店舗。

## 特徴

### レジ袋の有料化と無料化
レジ袋は、地元団体などの意向で2010年4月1日より有料となったが、主に郊外店舗を展開する関係上、顧客のほとんどが大量購入目的のため、エコバッグに商品が入り切らないなどの不便を訴える声が多く、顧客への配慮から数か月で撤回した。2020年7月1日以降は、バイオマスレジ袋の無料提供を継続している。

### ポイントカードの廃止と再開
2012年7月24日、社長の藤永は、福井市内で同社の経営計画発表会（期末決算）会見においてポイントカードの廃止を発表した。ポイントカードの初期投資と維持管理費に加え、ポイント還元分の支出に備え、引当金を計上する必要もあることから同社では月8千万円ほどの負債（負担）を抱えており、消費税増税の可能性もにらみ、維持管理費などのポイントカードに係るコスト分を今後の低価格化路線に生かすべきという決断であった。しかし、同年8月にポイントカードを廃止後、客数と売上が落ち込んだため、2013年4月にポイントカードを再開した。

### 株主優待制度の廃止と再開
2009年11月に株主優待制度の新設を発表し、優待を目当てとする個人投資家の数を増やした。しかしながら、新設から2年も経たないまま、東証一部指定替え（2011年6月）の直後である2011年8月に株主優待制度の廃止を発表した。その後、株価低迷や株主数の減少に加え、株主総会での批判も受け、2013年1月に再度株主優待制度の再開を発表した。

### 能登半島地震での対応
2024年能登半島地震では、翌日の1月2日から被災した店舗を含む全店で営業を再開した。

## 不祥事
2018年11月、公正取引委員会（公取委）はゲンキー株式会社および親会社のGenky DrugStores株式会社に独占禁止法違反（優越的地位の乱用）容疑で立ち入り検査に入った。公取委によれば、ゲンキーは遅くとも2016年1月以降、新規出店や店舗改装などの際に商品の陳列作業を納入業者の従業員に無報酬で行わせる、取引と無関係のクリスマスケーキ・御節料理などの購入や物流用のケース・バーコードラベルの費用負担を納入業者に要請する、在庫品を一方的に納入業者に返品するなどの行為を行っていた疑いが持たれている。ゲンキー側は、納入業者従業員の日当分約1億4000万円の返金、コンプライアンス体制の整備などの改善計画を示し、公取委はこれを認定して行政処分は行わないものとした。

## 関連会社
- ゲンキー食品株式会社（岐阜県安八郡安八町）

### 過去の関連会社
- ゲンキーネット株式会社 - 2018年4月、ゲンキー株式会社に被合併。

### 業務提携
- 大黒天物産